# Шарнебек
Шарнебек (нем. Scharnebeck) — община в Германии, в земле Нижняя Саксония.
Входит в состав района Люнебург. Подчиняется управлению Шарнебек. Население составляет 3213 человек (на 31 декабря 2010 года). Занимает площадь 26,88 км².